# Burg Lißberg
Die Burg Lißberg ist die Ruine einer Höhenburg im Stadtteil Lißberg der Großgemeinde Ortenberg im Wetteraukreis in Hessen.

## Lage
Die Burg liegt auf der Kuppe eines Zentralkegels inmitten eines alten Vulkankraters. Weithin sichtbar ist der runde Bergfried mit seiner kegelförmigen Spitze; im Volksmund trägt er den Spitznamen „das Lißberger Krautfass.“

## Geschichte
Die Burg wurde im 12. Jahrhundert von den „Herren von Liebesberg“ angelegt, die erstmals im Jahre 1222 urkundlich erwähnt wurden. Mit dem Tode von Friedrich von Lißberg im Jahre 1396 starb das Geschlecht Lißberg aus.
Johann von Rodenstein, ein Schwager Friedrichs, brachte die Burg an sich und nannte sich von nun an Johann von Rodenstein und Lißberg. Im Jahre 1415 nahmen die Grafen Johann II. und Gottfried IX. von Ziegenhain die Burg gewaltsam ein und verkauften drei Jahre später (1418) die Hälfte an den Landgrafen Ludwig I. von Hessen.
Gänzlich fielen Burg und Amt Lißberg nach dem Tode des letzten Grafen von Ziegenhain, Johann II., im Jahre 1450 an den Landgrafen von Hessen. Bei der hessischen Erbteilung von 1604 kamen Burg und Amt Lißberg an die Landgrafschaft Hessen-Darmstadt.

## Anlage
Dem Besucher zeigt die Burganlage eine hohe Schildmauer von 3 m Dicke, die die Anlage nach Nordosten hin abschließt. Der Eingang zum Zwinger, der bis ins 18. Jahrhundert mit Graben und Zugbrücke gesichert war, liegt am südöstlichen Ende der Mauer.
Durch den Zwinger kommt man in den weiten Vorhof im Süden der Burganlage; dort standen früher die Zehntscheuer und Speicher. Ein weiterer Torbogen führt in den eigentlichen Burghof, der annähernd trapezförmig ist.
Die ehemaligen Burggebäude sind verfallen; nur der massive Bergfried mit 9 m Durchmesser und 27 m Höhe ist gut erhalten und kann nach Absprache als Aussichtsturm bestiegen werden. Seine Mauer ist ca. 3,5 m stark. Im Gemäuer verläuft der Aufgang bis zur Turmspitze. Der Hocheingang zum Turm liegt in 9 m Höhe; ursprünglich war er nur durch eine Zugbrücke vom Wohngebäude aus zu erreichen, das an die Schildmauer angebaut war. Nachdem dieses Gebäude um 1824 eingestürzt war, wurde 1865 eine Außentreppe an den Turm angebaut. An der Stelle des alten Wohngebäudes steht jetzt der Gemeindesaal von Lißberg.
Heute wird die Burg mit Gemeindesaal für Veranstaltungen wie Mittelaltermärkte, private Feiern oder auch Zeltlager genutzt.

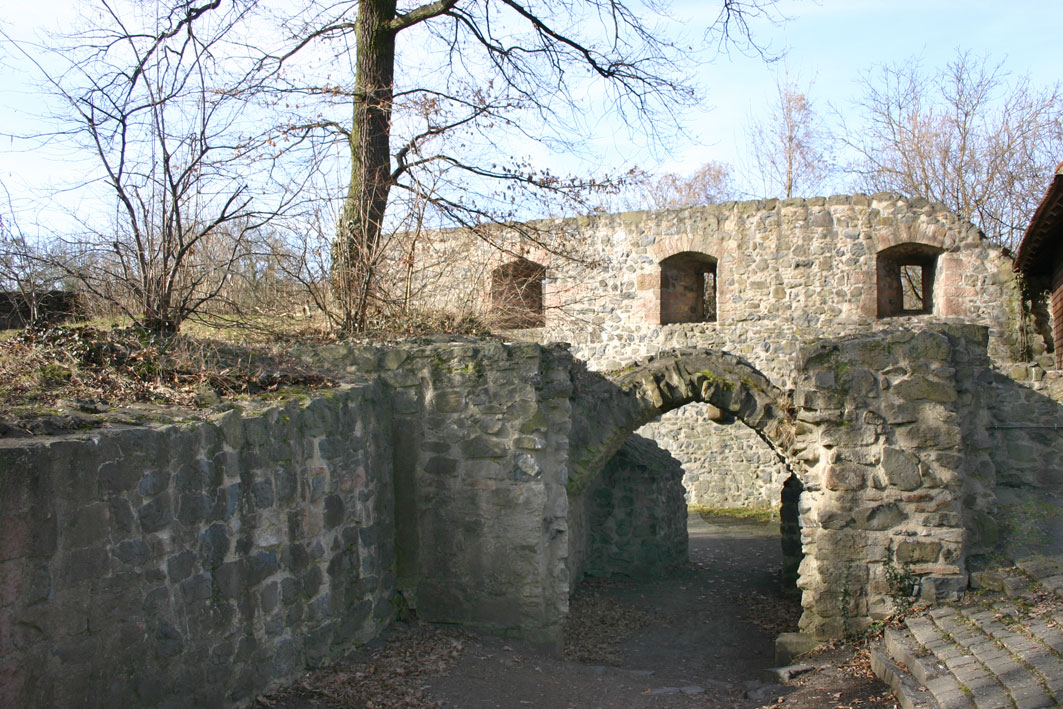
Fundamente des Brunnenhauses
Grundriss der Burg Lißberg
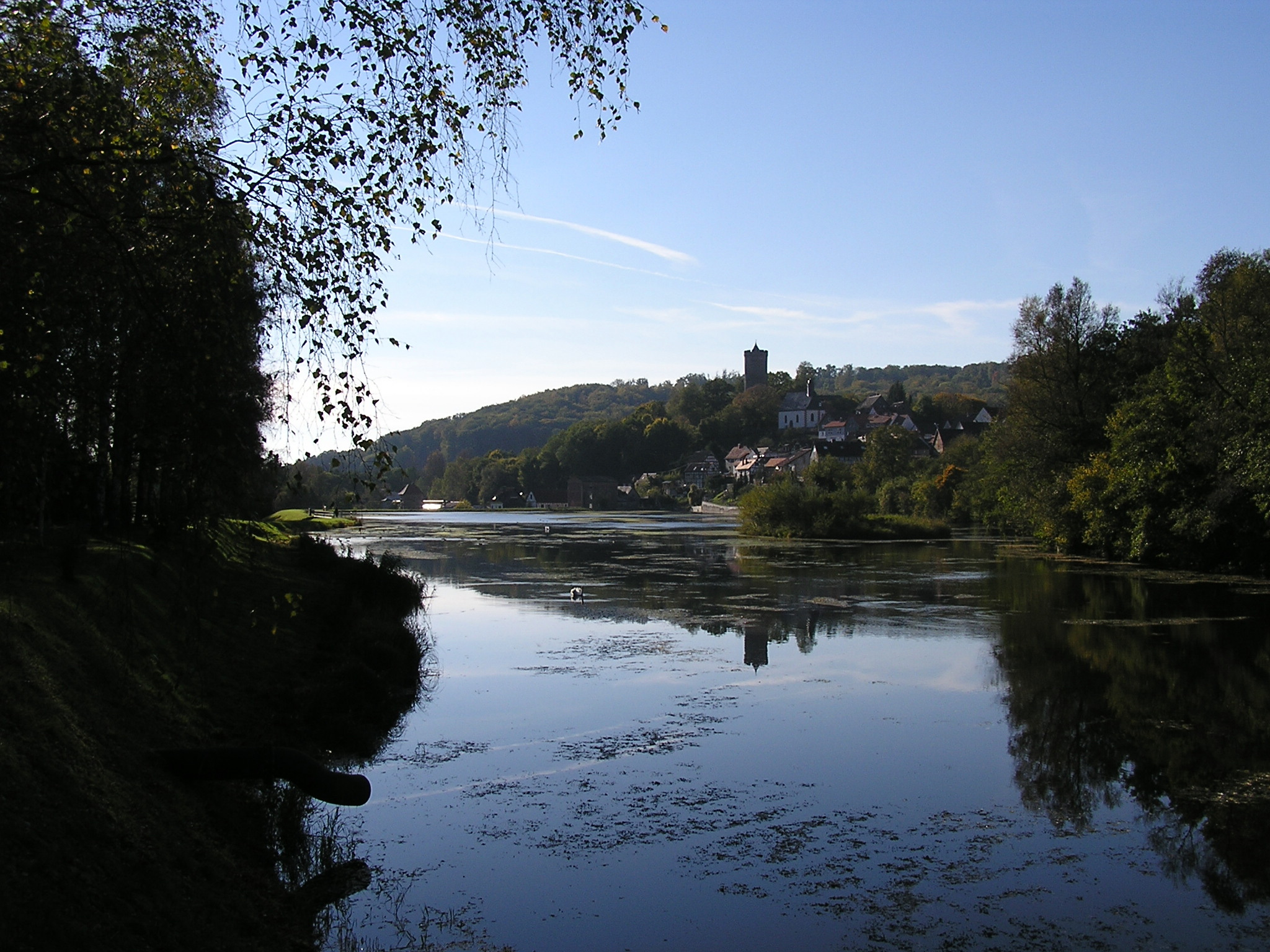
Der Bergfried über Lißberg
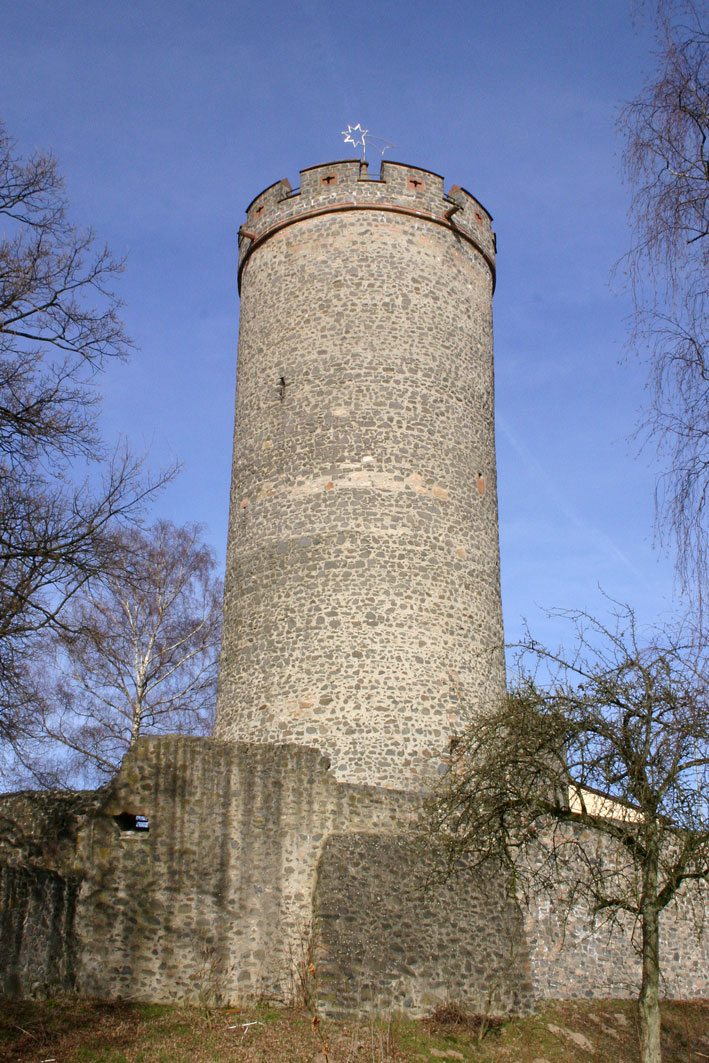
Der Burgturm aus der Nähe